# Meijeriella canaliculata
Meijeriella canaliculata is een slakkensoort uit de familie van de Enidae. De wetenschappelijke naam van de soort is voor het eerst geldig gepubliceerd in 1985 door Bank.